# Anisolabis hawaiiensis
Anisolabis hawaiiensis är en tvestjärtart som beskrevs av Brindle 1979. Anisolabis hawaiiensis ingår i släktet Anisolabis och familjen Carcinophoridae. Inga underarter finns listade i Catalogue of Life.